# Месьес
Месье́с (фр. Meyssiès) — коммуна во Франции, находится в регионе Рона — Альпы. Департамент коммуны — Изер. Входит в состав кантона Сен-Жан-де-Бурне. Округ коммуны — Вьенн.
Код INSEE коммуны — 38232. Население коммуны на 1999 год составляло 535 человек. Населённый пункт находится на высоте от 280  до 477  метров над уровнем моря. Муниципалитет расположен на расстоянии около 430 км юго-восточнее Парижа, 37 км юго-восточнее Лиона, 65 км северо-западнее Гренобля. Мэр коммуны — M. Pierre Caillet, мандат действует на протяжении 2008—2014 гг.
Динамика населения (INSEE):